# Fiat 500L
Fiat 500L — пятидверный субкомпактвэн, разработанный итальянским автопроизводителем Fiat. Дизайн автомобиля во многом схож с дизайном Fiat 500. 500L на протяжении всего создания носил имя Fiat L0 (или Ellezero) и должен был поступить в продажу ещё в 2011 году, однако премьера автомобиля произошла лишь в 2012 году на Женевском автосалоне. Продажи Fiat 500L в США запланированы на 2013 год, а в Европе — на конец 2012 года.

## Описание
500L (L означает «Large» — «большой») на 594 мм длиннее, а также ненамного шире и выше обычного Fiat 500; и ненамного больше Fiat Idea. За основу платформы автомобиля была взята американская версия платформы GM Fiat Small.
Всего доступно 3 двигателя — 0,9-литровый 2-цилиндровый бензиновый агрегат с турбонаддувом, 4-цилиндровый «атмосферник» объёмом 1,4 литра и турбодизельная 1,3-литровая рядная «четвёрка». На рынок США поставляется с турбированным бензиновым двигателем MultiAir объёмом 1,4 л.
Производство происходит на заводе Застава в городе Крагуевац в Сербии, хотя изначально сборку планировали на заводе Мирафиори в Италии; однако из-за плохих рабочих отношений сборку решили перенести.
Вначале стала доступна 5-дверная 5-местная версия (дизайн-код 330), однако в будущем появится 7-местная версия (проект-код L1 или Elleuno;дизайн-код 334), которая будет анонсирована в 2013 году и получит приставку LX, а также мини-кроссовера Fiat 500X.

## Безопасность
Автомобиль прошёл тест Euro NCAP в 2012 году:
| Euro NCAP                                                                | Euro NCAP | Euro NCAP | Euro NCAP             |
| ------------------------------------------------------------------------ | --------- | --------- | --------------------- |
| · общий рейтинг                                                          |           |           |                       |
| 94%                                                                      | 78%       | 65%       | 71%                   |
| взрослый пассажир                                                        | ребёнок   | пешеход   | активная безопасность |
| Протестированная модель: Fiat 500L 1,4 бензиновый «Easy» 4x2, LHD (2012) |           |           |                       |